# Bhutia Boarding School de Darjeeling

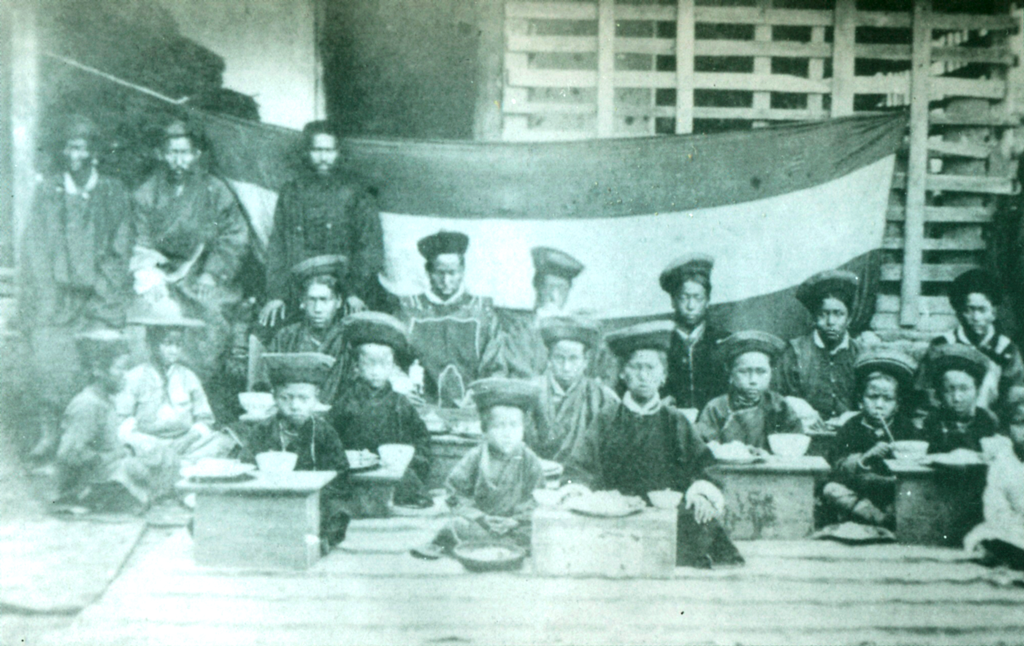
Élevés et personnels de la Bhutia Boarding School de Daejeeling, 1888

La Bhutia Boarding School de Darjeeling est une école fondée en 1874. Son premier directeur fut Sarat Chandra Das, et le professeur de tibétain Ugyen Gyatso, un moine d'origine tibéto-sikkimaise. Elle fut ouverte sur ordre du lieutenant gouverneur britannique du Bengale, sir George Campbell. Son but était de donner une éducation à de jeunes garçons tibétains et sikkimais. Selon Derek Wallers, elle visait à former des interprètes, des géographes et des explorateurs pouvant être utiles dans l'hypothèse d'une ouverture du Tibet aux Anglais. Les élèves apprenaient l'anglais, le tibétain et la topographie. À partir de 1879, Sarat Chandra Das, parfois déguisé en lama tibétain, parfois en marchand népalais et Ugyen Gyatso firent plusieurs voyages au Tibet comme agents secrets des services britanniques d'Inde dans le but d'établir des cartes et de recueillir. 
L'ouverture de l'école coïncidait avec les initiatives éducatives de William Macfarlane, un missionnaire écossais dans la région. S'il n'y avait pas de lien entre ces 2 initiatives, il n'y avait pas non plus de tension entre elles, partageant les mêmes buts et méthodes avec un bénéfice mutuel. 
En 1891, elle fusionne avec la Darjeeling Zilla School pour former la Darjeeling High School. 

## Anciens élèves

### Bhutia Boarding School
- Lama Kazi Dawa Samdup
- David Macdonald, (1870-1962)[5]

### Darjeeling High School
- Norbu Dhondup, (1884-1944)[5]
- Pemba Tsering, (1905-1954)[5]
- Ekai Kawaguchi
- Karma Sumdhon Paul (alias Karma Babu). Il deviendra directeur de l'institution